# Carlo Salotti
Carlo Salotti (ur. 25 lipca 1870 w Grotte di Castro, zm. 24 października 1947 w Rzymie) – włoski duchowny katolicki, wysoki urzędnik Kurii Rzymskiej, kardynał.

## Życiorys
Ukończył seminarium w Orvieto, a następnie kształcił się w Rzymie. W latach 1891–1894 służył we włoskiej armii. Święcenia kapłańskie otrzymał 22 września 1894. W latach 1897–1912 pracował duszpastersko w diecezji rzymskiej. Wykładał jednocześnie na Ateneum S. Apolinare. W roku 1915 został prałatem. W tym samym roku został również asesorem w Świętej Kongregacji Obrzędów.
30 czerwca 1930 otrzymał nominację na tytularnego arcybiskupa Filippopoli di Tracia. Sakry udzielił mu kardynał Willem Marinus van Rossum C.SS.R., prefekt Świętej Kongregacji Rozkrzewiania Wiary. Został wówczas sekretarzem w kongregacji swego konsekratora. Parę dni po nominacji został również rektorem Ateneum De Propaganda Fide. Na konsystorzu z marca 1933 został kardynałem in pectore. Nominacja ogłoszona została dwa lata później. 14 września 1938 mianowany prefektem Kongregacji Obrzędów, na którym to urzędzie pozostał do śmierci. Brał udział w konklawe 1939. W grudniu 1939 włączony do grona kardynałów-biskupów. Umarł z powodu dolegliwości wątroby. Pochowany w rodzinnej miejscowości.